# FC Panciu
FC Panciu (denumit la diferite momente de timp CS Panciu, Tricotex Panciu și Young Stars Panciu) este un club de fotbal din Panciu, județul Vrancea, România, care joacă în Liga a IV-a Vrancea. A evoluat în Liga a III-a până în 2012, când, din cauza datoriilor, clubul s-a retras din competiție, pentru a se reînscrie din sezonul următor în liga a IV-a Vrancea. A mai promovat o dată în 2015 pentru a petrece un singur sezon în eșalonul al treilea.

## Istoric
Echipa a jucat în sistemul divizionar și în anii 1990, sub numele de Tricotex Panciu, retrăgându-se în 1992 din seria III (din 12) și apoi în 2000 din seria 1 (din 6)
FC Panciu a promovat în liga a III-a din nou în 2008, avându-l ca antrenor pe fostul arbitru Ionică Serea, exclus din arbitraj în urma unui scandal de meciuri aranjate. În sezonul 2009–2010, a obținut cea mai bună clasare din istorie, locul al doilea, după Dacia Unirea Brăila. După încă un sezon terminat pe locul 5 și unul pe locul 7, când câțiva jucători erau urmăriți de clubul de primă ligă FC Rapid București, echipa a încercat să devină profesionistă și s-a reorganizat sub forma unui club privat, denumit Young Stars Panciu. El a fost însă finanțat de autoritățile locale doar pe bază de proiecte, fără un buget clar, echipa retrăgându-se din campionat în luna octombrie 2012.
Ea s-a înscris în sezonul următor în Liga a IV-a Vrancea, sub numele de FC Panciu. A mai obținut o promovare la capătul sezonului 2014–2015, când a câștigat liga județeană și barajul cu campioana județului Brăila, Victoria Traian. Antrenată de Dănuț Bolocan și Paul Cioran,  FC Panciu a terminat campionatul pe locul 9, dar nu s-a mai putut înscrie în ediția următoare de campionat. Pornind de la capăt în Liga a V-a Vrancea, Panciu a promovat în Superliga vrânceană în 2017.